# Textilschieberprozesse von Glauchau-Meerane

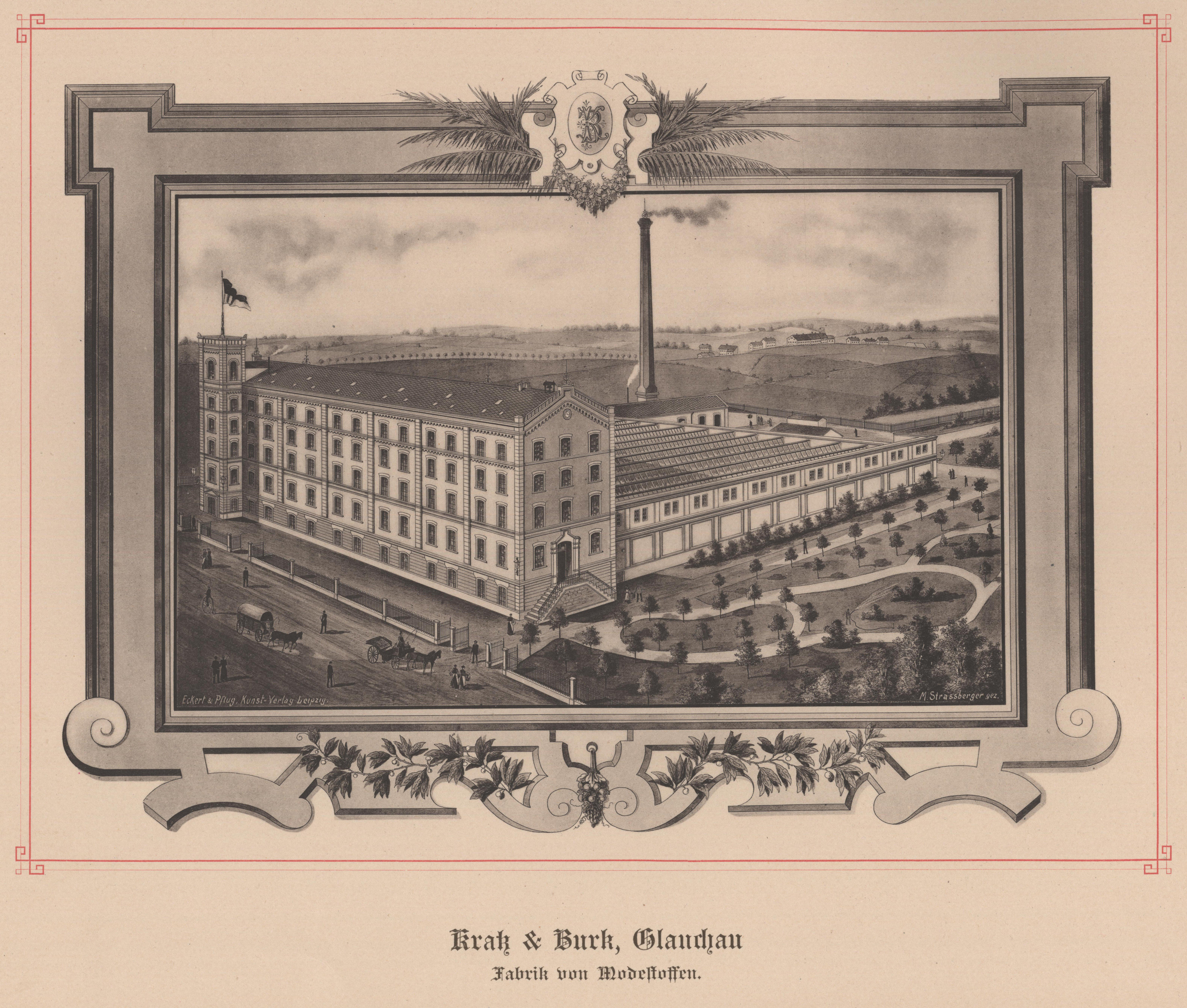
Kratz & Burk, eines der ältesten Glauchauer Textilunternehmen

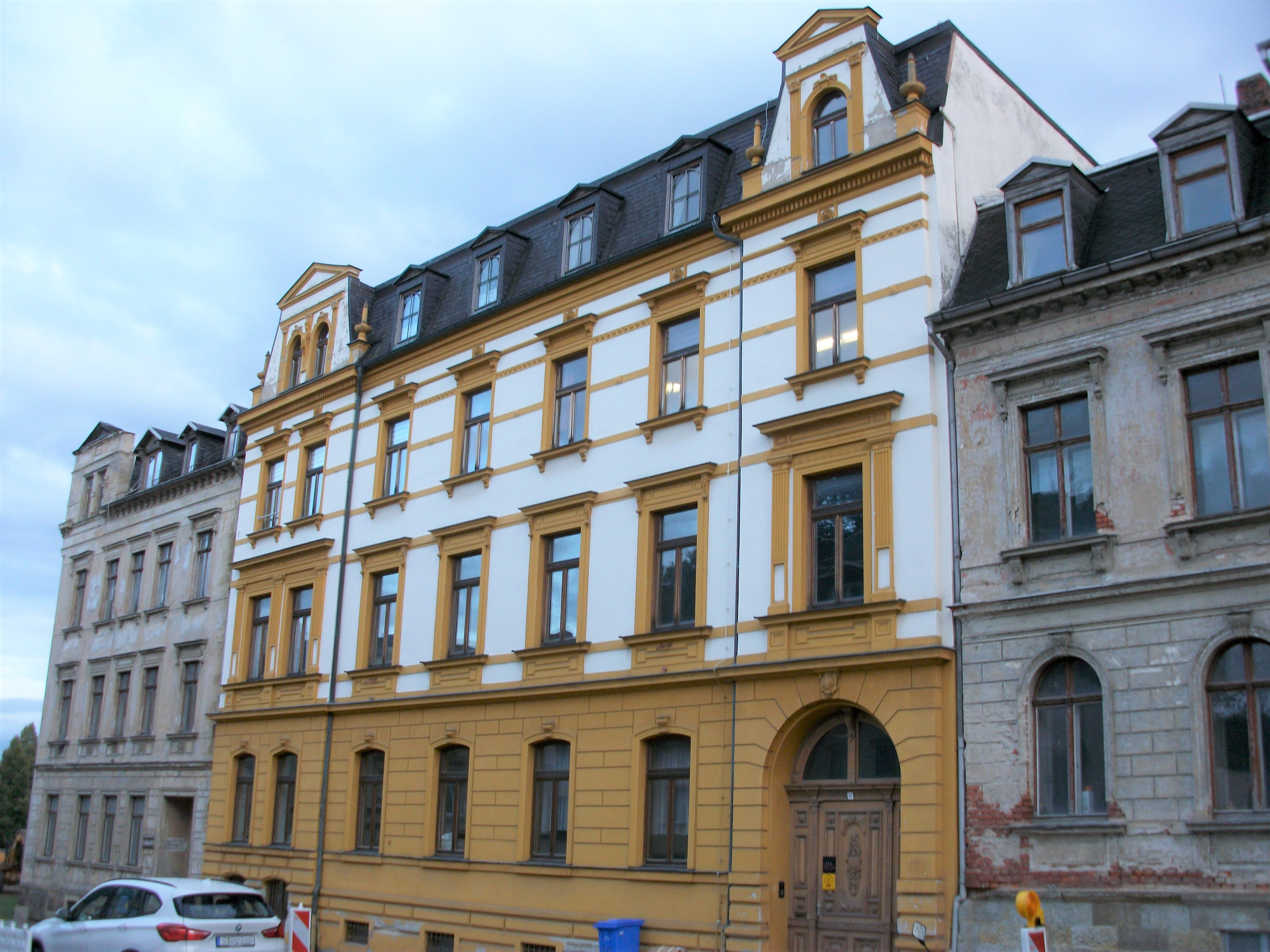
Ehem. Weberei Hermann Bohrisch, Meerane, Leipziger Straße 17, erbaut 1893

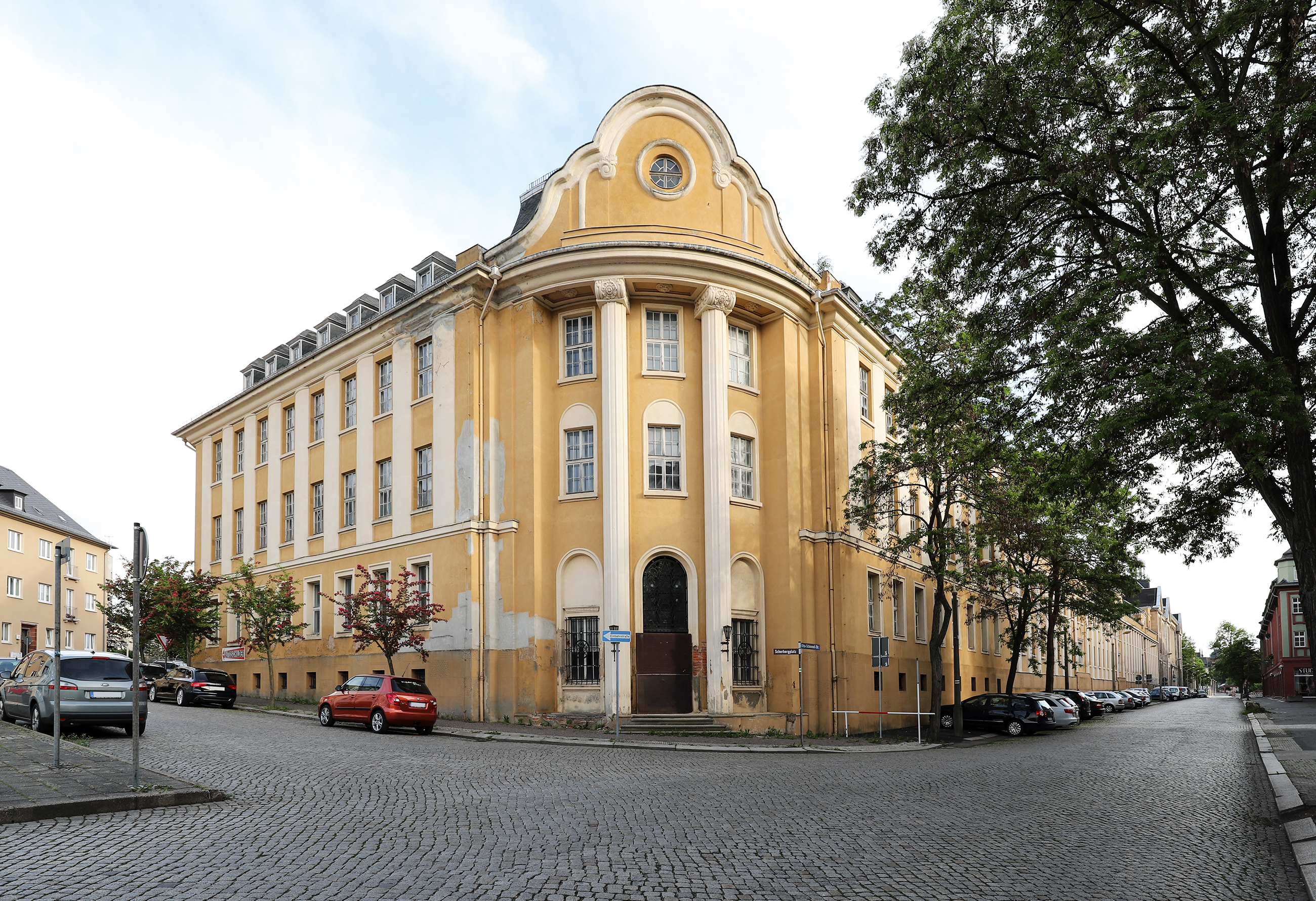
Ehem. Verwaltung der Bößneck & Meyer AG, Glauchau, Scherbergplatz 1, Glauchau, erbaut 1927

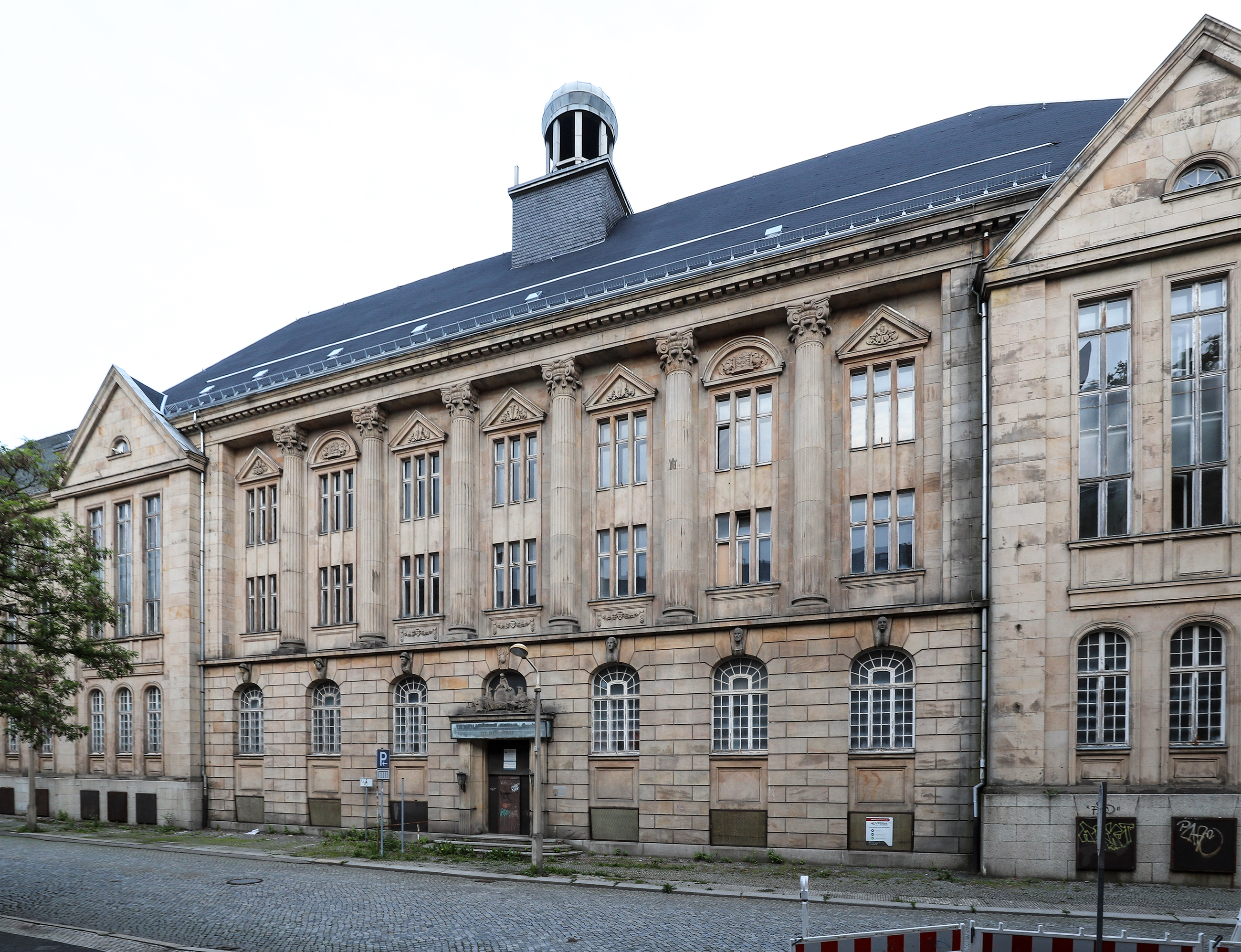
Ehem. Verwaltung der Ernst Seifert GmbH, Glauchau, Otto-Schimmel-Straße 8a, erbaut 1928

Die Textilschieberprozesse von Glauchau-Meerane waren eine Reihe von Schauprozessen, die kurz vor Gründung der DDR 1948–1949 geführt wurden.

## Geschichte

### Vorgeschichte
Glauchau und Meerane waren schon seit dem späten Mittelalter Zentren der sächsischen Tuchfertigung. Im 19. und frühen 20. Jahrhundert erfolgte eine intensive Industrialisierung und es entstanden zahlreiche Textilbetriebe, die weltweit exportierten. In Glauchau waren das u. a. die Webereien Kratz & Burk (1854–1948), Hans Franz (1870–1953), die Seidenweberei Hermann Vogel (1877–1959), die Weberei Carl Persch (1880–1945), die Fa. Bößneck & Meyer AG (1886–1948), die Kammgarnspinnerei Pfefferkorn & Co., später Pflüger, Köhler & Co. (1892–1953), die Weberei Ernst Seifert GmbH (1920–1948), die Spinnstoff AG (1923–1946) und die Seidenweberei Weissbach (1923–1948). In Meerane gab es u. a. die Webereien Ludwig Seybt, später Hermann Bohrisch (1880/1893–1948), Heinrich Schneider & Sohn (1882–1945), Eduard Reinhold KG (1887/1912–1946), Gebrüder Bochmann AG (1890–1946), Weberei J. Pfeiffer Söhne (1891–1951), die Fa. Thümmler & Bley (1915–1954), die Emil Klemm & Co. (1901–1952) und Reinhold & Baum (1923–1948).
Nach dem Zweiten Weltkrieg war im Rahmen der Industriereform in der SBZ ein großer Teil der Betriebe von der SMAD beschlagnahmt worden und hatte mit großen Problemen zu kämpfen. Sie wurden gem. SMAD-Beschluss 154/181 am 21. Mai 1946 den örtlichen Verwaltungsorganen wieder zurückgegeben. Fast 90 % der Textilindustrie kam so wieder in Privatbesitz, litt jedoch stark unter der Zerschneidung des früher zusammenhängenden Wirtschaftsraumes und den Demontagen und Reparationssicherungen der sowjetischen Militäradministration. Viele hatten in der NS-Zeit die Produktion auf Rüstungsgüter umstellen müssen, zumal der Bedarf an Luxusgütern wie Kleiderstoffen stark zurückgegangen war.
Um dennoch weiterzuarbeiten und die eigenen Mitarbeiter zu ernähren, mussten die mittelständischen Betriebe Tauschhandel betreiben, der zwar durch das Kontrollratsgesetz und durch den Wirtschaftssabotagebefehl Nr. 160 der SMAD vom 3. Dezember 1945 verboten war, was aber – wie überall in Deutschland vor der Währungsreform – wenig beachtet wurde. Die Geschäfte wurden sogar auch von den Stadtverwaltungen, den Gewerkschaften und der sächsischen Landesregierung mitgetragen, da ansonsten die Versorgung der Bevölkerung zusammengebrochen wäre.
Sächsischer Wirtschaftsminister seit 1945 war Fritz Selbmann (SED). Er vertrat die Ansicht „Man muß die Kapitalisten vor den sozialistischen Wagen spannen“. und machte u. a. den Strumpffabrikanten Horst Pfotenhauer zu einem seiner Abteilungsleiter. Im Februar 1948 wurde er als einer der stellvertretenden Vorsitzenden der Deutschen Wirtschaftskommission (DWK) nach Berlin berufen. Der ehemalige sächsische Justizminister Hermann Kastner (LDPD), wurde im März 1948 ebenfalls stellvertretender Vorsitzender der DWK. Beide sollen zuvor privat von den Kompensationsgeschäften profitiert haben, ebenso die Dresdner Ministerialdirektorin Erna Trübenbach (SED). Zudem mussten Lieferungen in andere Länder der SBZ und in die Balkanstaaten erfolgen. Schließlich fehlten bei 13 größeren Firmen 1,3 Millionen Meter Stoff im Wert von 6,8 Millionen Mark.

### Ermittlungen durch die Zentrale Kontrollkommission
Ende Juli 1948 kamen 40 Kontrolleure der kurz zuvor unter Fritz Lange (SED) gegründeten Zentralen Kontrollkommission Berlin (ZKK) der Deutschen Wirtschaftskommission nach Meerane. Sie sollten die „Plan-Disziplin der Privaten Textilindustrie von Glauchau und Meerane“ prüfen. Ihr Standquartier wurde das Gasthaus „Goldener Löwe“ in Meerane. 30 Textilunternehmer und Händler wurden vorsorglich verhaftet. Die Belasteten konnten keine schriftlichen Kompensationsgenehmigungen vorweisen.
Dem Leiter der zuständigen Glauchauer Amtsanwaltschaft, Dietrich Großmann, erschienen jedoch die Verdachtsmomente zu konstruiert. Er merkte, dass die Beamten die Beschuldigten misshandelten, mit Revolvern bedrohten und ihnen Gespräche mit Anwälten verweigerten. Das hatte unter anderem dazu geführt, dass Horst Pfotenhauer, dessen Freilassung Selbmann noch erwirken konnte, sich kurz danach in der Nähe seines Grundstückes erhängte.
Anfang September 1948 legten Vertreter der ZKK und der Zwickauer Staatsanwaltschaft fest, dass das Verfahren vor der Großen Strafkammer „in einem großen Schauprozess“ nach stalinistischem Vorbild geführt werden soll. Nach Absprache mit der SMAD sollen mindestens zwei Todesurteile verhängt werden. Unter keinen Umständen dürfe einer der Betriebsführer freigesprochen werden. Aufgrund des Widerstandes von Grossmann sorgte die ZKK schließlich dafür, dass die Verfahren der Glauchauer Amtsanwaltschaft entzogen und dem Landgericht Zwickau übertragen wurden. Dieses überließ die Entscheidung, welche Personen angeklagt werden sollen, wiederum der ZKK, die sich dann um die Besetzung des Gerichtes durch gefügige junge Absolventen der Volksrichterschulen kümmerte. Grossmann konnte sich seiner Verhaftung am 3. September nur noch durch Flucht nach Westberlin entziehen. Da Justizminister Johannes Dieckmann (LDPD) der Absetzung der alten Juristen und dem Bruch mit der Garantie des gesetzlichen Richters nicht sofort zustimmte, kam die damalige Personalchefin der Justizverwaltung Hilde Benjamin (SED) von Berlin nach Dresden und sorgte für deren Entfernung.

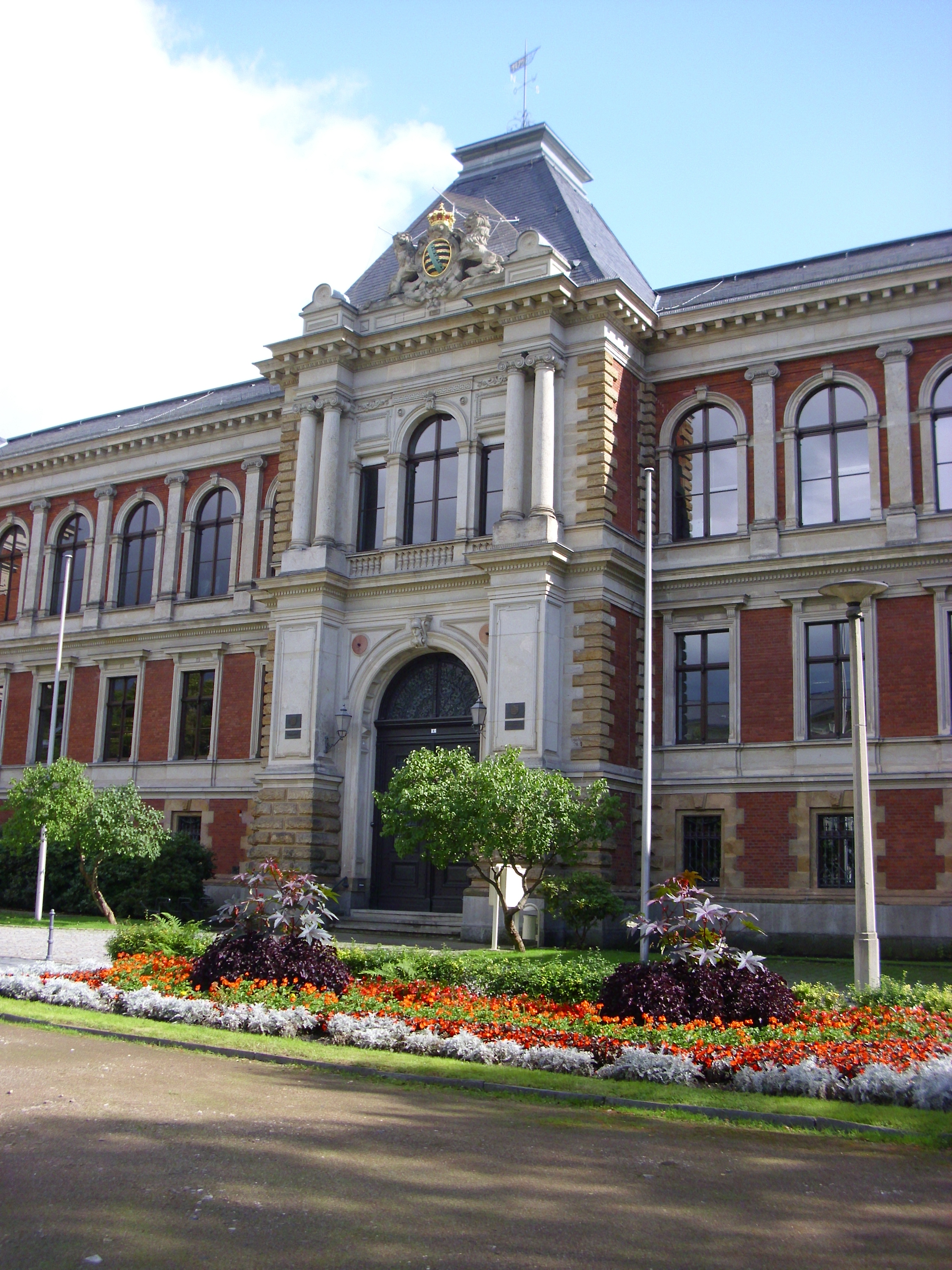
Das Land- und Amtsgericht Zwickau heute

### Prozesse am Landgericht Zwickau
Die Prozesse vor dem Landgericht Zwickau waren die ersten Schauprozesse aufgrund des Wirtschaftssabotagebefehls Nr. 160 der SMAD. 40 Textilunternehmer und andere Personen wurden angeklagt. Das Urteil gegen die 11 Hauptangeklagten erging am 7. Dezember 1948. Sechs Angeklagte, darunter Grossmann, wurden zum Tode verurteilt, die übrigen meist zu 15-jährigen Zuchthausstrafen. Weitere Prozesse folgten. Die Todesurteile wurden nicht vollstreckt, sondern in lebenslange Zuchthausstrafen umgewandelt. Der letzte Hauptangeklagte durfte am 5. Oktober 1959 das Gefängnis verlassen und floh in den Westen. Andere Betroffene hatten sich bereits zuvor der Verhaftung entzogen, darunter die Fabrikanten Ernst Seifert (bereits im Mai 1948), Hermann Rudolf Bohrisch, Christian Peiffer und Franz Bochmann. Die Vermögen der Verurteilten wurden nach Urteil eines Schöffengerichts eingezogen. 1951 wurden u. a. die Webereien von Ernst Seifert, J. Pfeiffer Söhne  und Bößneck & Meyer unter der Bezeichnung „VEB Palla-Textilwerke Glauchau“ in volkseigene Betriebe umgewandelt.